# Летня
Ле́тня — село в Україні, у Меденицькій селищній громаді, Дрогобицькому районі Львівської області.

## Історія
Відомо, що в 1507 р. в Летні вже існувало дві парафіяльні церкви. До 1775 р. тут був і василіянський монастир св. Іллі. У 1816 (1818) р. ґрунтовно відновлена стара, завалена дерев'яна дводільна церква. Рік побудови її невідомий, але, ймовірно, XVII ст.
1 серпня 1934 року у Дрогобицькому повіті було створено гміну Меденичі з центром в с.Меденичі. У склад гміни входили сільські громади: Довге Меденицьке, Йозефсберґ, Кеніґзау, Меденичі, Летня, Опарі, Ріпчиці.

## Пам'ятки
У селі є дві дерев'яні церкви: Св. Євстахія XVII ст. і Різдва Христового 1920.

## Відомі мешканці

### Народились
- Григорій Комар (1976) — Апостольський адміністратор sede vacante et ad nutum Sanctae Sedis апостольського екзархату для українців католиків візантійського обряду в Італії
- Матолич Богдан Михайлович (1955) — український громадський діяч, міський голова Трускавця (1998—2001). Почесний громадянин Трускавця.
- Матолич Роман Михайлович (1947) — український радянський діяч, старший оператор Дрогобицького нафтопереробного заводу, голова правління АТ «Нафтопереробний комплекс — Галичина» у місті Дрогобичі Львівської області. Депутат Верховної Ради УРСР 8—9-го скликань. Член-кореспондент Української нафтогазової академії.